# Tikondi
Tikondi est un village du Cameroun situé dans le département du Lom-et-Djérem de la région de l'Est, précisément au niveau de l'arrondissement Ngoura.

## Population
En 1966, la population du village Tikondi était de 193 habitants. 
Lors du recensement de 2005, le village comptait 563 habitants, dont 283 hommes et 280 femmes.